# Karl Rahm
Karl Rahm   (Klosterneuburg, 2 d'abril de 1907 - Litoměřice, 30 d'abril de 1947) va ser un Sturmbannführer (major) de la Schutzstaffel alemanya que, des de febrer de 1944 fins a maig de 1945, va servir com a comandant del camp de concentració de Theresienstadt. Rahm va ser el tercer i últim comandant del camp, succeint Siegfried Seidl i Anton Burger. Va ser penjat per crims de guerra.

## Joventut i pertinença nazi
Rahm va néixer el 1907 a la ciutat de Klosterneuburg, al que aleshores era l'Imperi Austrohongarès. Va aprendre com a fabricant d'eines i va treballar durant un temps a Viena, on durant la dècada de 1920 va estar exposat a les activitats del partit nazi austríac. Es va convertir en membre dels nazis a principis de la dècada de 1930 i es va unir a la SS austríaca clandestina al mateix temps. El 1938, després de l'Anschluss amb l'Alemanya nazi, Rahm es va convertir en oficial de les SS adscrit a SS-Oberabschnitt Donau sota el comandament d'Ernst Kaltenbrunner. El seu germà Franz va ser deportat a un camp de concentració com a comunista.

## Segona Guerra Mundial
Al començament de la Segona Guerra Mundial el 1939, Rahm era SS-Obersturmführer a l'Allgemeine-SS. Sol·licitant el trasllat a les funcions de les SS a temps complet, Rahm fou adscrit a la Gestapo i assignat a l'Agència Central per a l'Emigració Jueva de Viena, on serví sota Adolf Eichmann. El 1940 va ser traslladat a Praga a la mateixa oficina, com a diputat de Hans Günther. Al març de 1941, Rahm va ser enviat breument als Països Baixos juntament amb Günther, per establir-hi la mateixa institució, que no obstant això va fracassar.

## Theresienstadt
Rahm va ser ascendit a SS-Sturmbannführer el febrer de 1944 i va rebre l'ordre d'assumir funcions de Kommandant (comandant) del camp de Theresienstadt. Un dels seus primers deures va ser supervisar el "projecte d'embelliment" del campament com a preludi per orquestrar el famós espectacle-tour del camp de concentració a la Creu Roja Internacional (IRC). L'afer formava part d'un esquema molt més gran per influir en l'opinió mundial que els jueus de l'Europa ocupada pels nazis eren ben tractats. Després de la visita de l'IRC, Rahm va supervisar la creació d'una pel·lícula de propaganda, Theresienstadt. Ein Dokumentarfilm aus dem jüdischen Siedlungsgebiet (Terezin: Una pel·lícula documental sobre el reassentament jueu), que s'havia de projectar als països neutrals.
Durant la seva etapa com a Kommandant, Rahm va supervisar les deportacions massives de jueus de Theresienstadt al camp de concentració d'Auschwitz, el volum més gran dels quals es va produir a la tardor de 1944, després de la visita de l'IRC i la realització de la pel·lícula de propaganda. 18.000 persones van ser deportades en un mes. Theresienstadt havia empresonat destacats artistes, músics i intel·lectuals de l'època, alguns dels quals van morir a Theresienstadt o posteriorment a Auschwitz.
Rahm era conegut pel seu caràcter cínic i precipitat; sovint ell mateix pegava els presos i supervisava les sessions de tortura. D'altra banda, sembla que Rahm va tenir una relació interessant, gairebé cordial, amb alguns reclusos jueus, especialment aquells que compartien el seu bagatge vienès de classe treballadora. Se sabia que estalviava alguns jueus de la deportació (encara que a canvi d'un suborn), així com de vegades referint-se als membres del Theresienstadt Judenrat amb el tractament alemany Sie (indicant respecte) en lloc de du, fins i tot davant d'altres oficials de les SS.

## Captura, judici i execució de la postguerra
Rahm va evacuar Theresienstadt el 5 de maig de 1945, juntament amb l'últim personal de les SS. Va ser capturat poc després per les forces americanes a Àustria i extradit el 1947 a Txecoslovàquia. Jutjat, Rahm va ser declarat culpable de crims contra la humanitat i condemnat a mort. Rahm va ser penjat el 30 d'abril de 1947, quatre hores després que la sentència de culpabilitat fos dictada pel tribunal txec.

## Representacions en mitjans de comunicació
A la minisèrie War and Remembrance, Rahm és interpretat per l'actor britànic Robert Stephens. John Collin va retratar Rahm a la mini sèrie Holocaust.